# 藤田信雄
藤田 信雄（ふじた のぶお、1912年 - 1997年9月30日）は、大分県豊後高田市出身の帝国海軍の軍人。最終階級は特務士官たる少尉（終戦による特進後の最終階級は特務士官たる中尉）。
帝国海軍の伊号第二五潜水艦（伊25）から零式小型水上機を飛ばし、史上唯一アメリカ合衆国本土に対して航空機による爆撃を実施するという、後にルックアウト空襲とよばれる爆撃を敢行した軍人である。彼の任務は、太平洋戦争における太平洋戦域のアメリカ海軍の資源を奪い去るため、焼夷弾を使用してオレゴン州ブルッキングズ市に近い太平洋岸北西部に大規模な山火事を発生させるというものだった。この戦略は日本の風船爆弾作戦にも採用された。

## 軍歴
藤田は1932年（昭和7年）に日本帝国海軍に入隊し、1933年（昭和8年）にパイロットとなった。

### 真珠湾攻撃

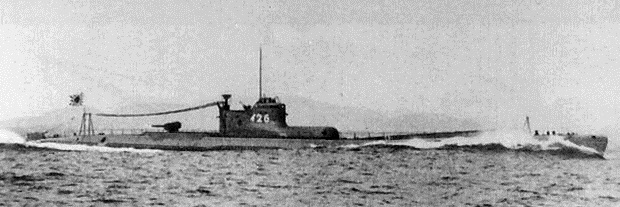
帝国海軍潜水艦伊25の同型艦伊26。

藤田は真珠湾攻撃の際、伊25に乗っており、同艦は他3隻の潜水艦と共にオアフ島の約200キロ北のラインを警戒していた。藤田の乗機である零式小型水上偵察機（機体略番はE14Y、連合国コード名は“Glen”）は不調で、攻撃前に計画されていた偵察任務に参加できなかった。
真珠湾攻撃の後、伊25は他8隻の潜水艦と共に太平洋岸北西部に沿って警戒行動を実施した。マーシャル諸島クェゼリン環礁の基地に戻る直前、アメリカの船舶を攻撃している。給油を受け、修復を行うために基地に帰投したのは1942年（昭和17年）1月11日のことであった。

### 南太平洋における任務
伊25の次の任務は、オーストラリアのシドニー、メルボルン、ホバートの港を、続いてニュージーランドのウェリントン、オークランドの港を偵察することであった。2月17日火曜日、藤田は市内にある空軍基地を偵察するためにE14Yでシドニー港へ向けて飛び立った。午前7時30分、伊25へ帰還し、E14Yを分解して防水の格納庫へ収納した。
次なる任務はメルボルンにおける同様のフライトだった。藤田はバス海峡の西端にあるキング島のウィッカム岬からビクトリア州とタスマニア州の中間地点へと飛び立った。2月26日、水上機はポートフィリップ湾を超えメルボルンへと進水した。
藤田の次の偵察飛行は3月1日、オーストラリアのホバートで行われた。伊25は藤田が3月8日に偵察飛行を行っていたウェリントンのあるニュージーランドへと向かった。3月13日はオークランドを、3月17日にはフィジーを飛んだ。伊25は3月31日にクェゼリン環礁の基地へと帰還した。

### 太平洋岸北西部における任務
5月28日、藤田はアリューシャン列島への侵略に備え、アラスカ州コディアックへの偵察を実施した。6月21日、伊25はオレゴン州アストリア付近にあるアメリカ軍のフォート・スティーブンス陸軍基地へ砲弾を浴びせた（フォート・スティーブンス砲撃）。伊25の攻撃の際、藤田はデッキにいた。

### アメリカ合衆国本土への爆撃

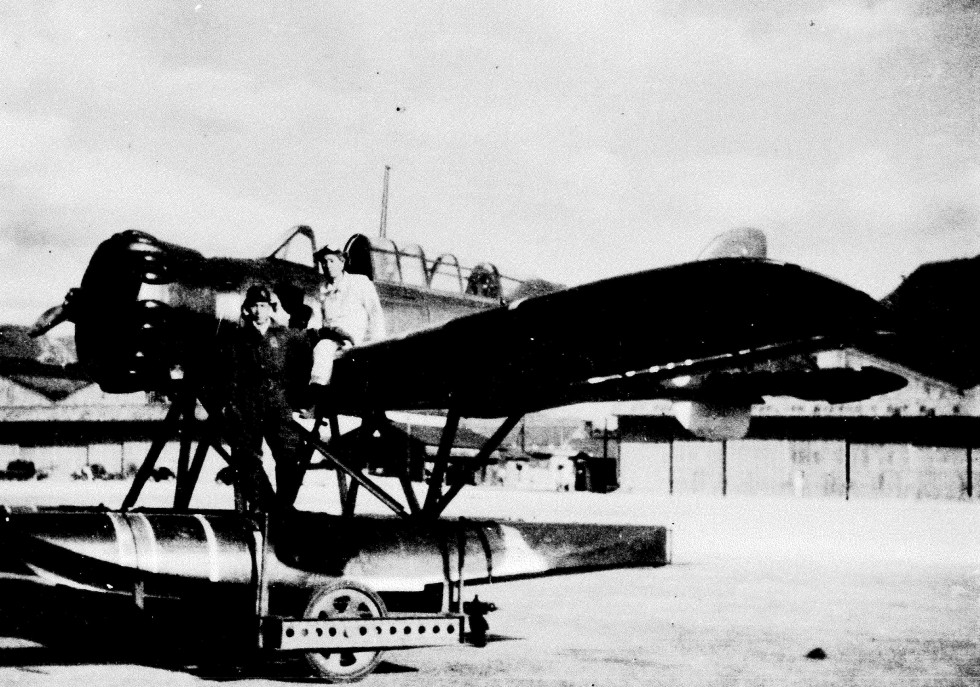
藤田信雄と、乗機の零式小型水偵

1942年4月21日、軍令部に呼び出された藤田は、その場で首脳部より単独によるオレゴン山中への空爆命令を拝する。藤田の操縦の腕を買われたものだった。
藤田にはこの作戦で生還する自信がなく、出発前日の8月14日に家族に宛てた遺言書を残している。8月15日、藤田は横須賀より伊25でアメリカへと向かった。9月9日水曜日の午前6時、伊25はカリフォルニア州とオレゴン州の境界線の西側に浮上した。藤田と奥田兵曹が搭乗するE14Yは2個の焼夷弾（合計155キログラム）を積み飛び立った。藤田の投下した焼夷弾のうち1個はオレゴン州のエミリー山脈のホイーラーリッジに落ちている。もう片方の爆弾の落下地点は不明である。ホイーラーリッジに落ちた焼夷弾によりブルッキングズの東約15キロの地点でぼやが発生したが、アメリカ林野部によってすぐに鎮火され、結果として木が一本燃えただけであった。その前夜に雨が降っていたため森林はとても湿っており、結果として爆弾の効力はほぼなかった。帰国後、当初上官からは大火災を起こしたと褒められたが、後に真実がわかった際、藤田は上官より「木を一本折っただけではないか」と叱責されたという。
藤田の乗った飛行機はシスキュー国有林の監視台にいた2人の男性、ハワード・ガードナーとボブ・ラーソンによって発見される。他の監視役（チェクトポイント監視台とロングリッジ監視台）は敵機来襲を報告したものの、濃霧のためそれを確認することはできなかった。また、藤田機はブルッキングズを通過した際にも多くの人々に目撃されている。同日正午ごろ、エミリー山脈の監視台にいたハワード・ガードナーが煙が上がっていることを報告し、4人のアメリカ林野部の作業員によって、この火災が日本の爆弾によって引き起こされたものであることが判明した。その後、爆弾の先端部分を含む約25キログラムの断片がアメリカ軍に引き渡された。
爆撃実施後、伊25は警戒中のアメリカ陸軍航空軍の航空機によって攻撃を受ける。オレゴン州ポートオフロードの海底に潜っていた潜水艦の支援を受けてのものだった。アメリカ軍の攻撃によりいくらかのダメージを受けたにもかかわらず、3週間後の9月29日、藤田は2回目の爆撃を行うため出撃する。ケープブランコ灯台を目印にし、東への90分後のフライトの間に藤田は爆弾を投下し炎を見たと報告したが、爆撃はアメリカ側には認知されることなく終わった。
伊25はSSカムデンとSSラリー・ドヘニーを撃沈し帰還した。日本へ帰る途中、アラスカ州ダッチハーバーとカリフォルニア州サンフランシスコの間を通行中だったソビエト連邦の潜水艦L-16を、アメリカの潜水艦と間違えて撃沈した（当時、日本とソ連は日ソ中立条約を結んでおり、戦争状態になかった）。
1942年9月のオレゴン州に対する2度にわたる攻撃は、アメリカ合衆国本土に対する史上唯一の航空機による爆撃である。
藤田はその後も偵察を主な任務として日本海軍のパイロットを続け、海軍特務少尉に昇進した。1943年（昭和18年）9月1日より鹿島海軍航空隊に着任、航空隊付教官となった。藤田は1945年（昭和20年）2月16日に、速度性能と武装で決定的に不利であった零式観測機でグラマンF6Fを迎撃し、格闘性能を活かして1機を未確認撃墜（藤田は撃破を確認、近隣の香取空がF6Fの墜落を確認）するという戦果を上げた（ただし、藤田と同時に迎撃した5機の零式観測機と2機の二式水上戦闘機の大半は撃墜されている）。
終戦直前に特別攻撃隊に志願し第二河和海軍航空隊へ異動、教え子だけでは無く、藤田自身が特攻隊として突入することを想定して自身も訓練を行った。訓練は強風を使用しており、胴体が太く前方視界が悪い所為か、飛行経験が浅い搭乗員達には離着水が難しく、技量の向上は思うように進まなかったが、当時第二河和空にいた皐月雅昭一飛曹によると、「藤田少尉は何でもないように飛び上がり、直ぐにスタントを始めた」と記している。終戦後、藤田は特務士官たる海軍中尉に昇進した。

## 戦後
終戦後、藤田は地元の茨城県土浦市に戻り、金物商を営む（この時、藤田はパチンコ店経営を誘われたが「国民の利益にならない」と断った）。金物商は藤田の実直な経営で順調に拡大し、社長となる。
だが1962年（昭和37年）5月20日、政府首脳より都内の料亭に呼び出され、池田勇人首相と大平正芳内閣官房長官に面会し、その場でアメリカ政府が藤田を探していることを告げられ、アメリカへ行けと命じられる。しかも日米関係への影響を心配した日本政府は、この渡米を一切関知しないとさえ告げられた。
藤田は戦犯として裁かれるのではないかと考え、自決用に400年間自宅に代々伝わる日本刀をしのばせ渡米したが、ブルッキングズ市はかつての敵国の英雄である藤田をフェスティバルの主賓として招待したのだった。アメリカで大歓迎を受けた藤田は自らの不明を恥じ、持っていた刀を友情の印としてブルッキングズ市に贈った。
藤田は子息に社長の座を譲ったものの、藤田の会社は詐欺に罹って倒産。窮した藤田は旧海軍の伝手により双葉電子工業での工員として勤務する事となった。
しかし藤田はアメリカでの歓迎ぶりに恩を忘れず、1985年（昭和60年）にブルッキングスの3人の女子学生を日本に招待した。ブルッキングズ・ハーバー高校の生徒が日本に滞在している際、藤田はロナルド・レーガン大統領の補佐官より「貴公の親切と寛大さの賛美を」との献辞を受け取った。なお、藤田はブルッキングスの女子学生を招聘するにあたって、衣類は勤務先の作業服のみ、娯楽は毎月2-3冊の書籍のみと言うストイックな生活のすえに資金をやりくりしている。
その後、藤田は1990年（平成2年）、1992年（平成4年）、1995年（平成7年）にもブルッキングズを訪れた。1992年にはかつて空爆した地域に平和を象徴して植林を行った。1995年の訪問時には藤田が贈った日本刀はブルッキングズ市庁舎から新しい図書館に設けられた「藤田コーナー」の陳列ケースの中に移動され、藤田自身は84歳という高齢にもかかわらず市長ら友人3人を乗せセスナ機を操縦。かつて自分が飛行したものと同じ空路をたどってみせた。
藤田は1997年（平成9年）9月30日に85歳で死去した。死去の数日前にブルッキングズ市の名誉市民となっており、市長が死去の当日に来日して本人へ渡すつもりであったが、死去により遺族へ授与された。彼の娘である浅倉順子（よりこ）によって1998年（平成10年）10月に藤田の遺灰の一部が埋められた空爆地域には、現在「アメリカ大陸が唯一日本機に空爆された地点」と書かれた看板が立てられている。
藤田のアメリカ本土攻撃は戦後長い間広く知られることはなかったが、1995年12月29日放送の『たけし・さんま世紀末特別番組!! 世界超偉人5000人伝説』（日本テレビ）にて取り上げられ、存命中の藤田もVTRに出演した。
2012年5月に浅倉順子とその息子の藤田文浩らがブルッキングスを訪問し、現地の図書館や空爆地域を訪れるなど、現在も交流が続いている。
藤田がロナルド・レーガン大統領から受け取ったアメリカ国旗や手紙は、陸上自衛隊 霞ヶ浦駐屯地広報センターの藤田信雄氏コーナーにて展示されている。

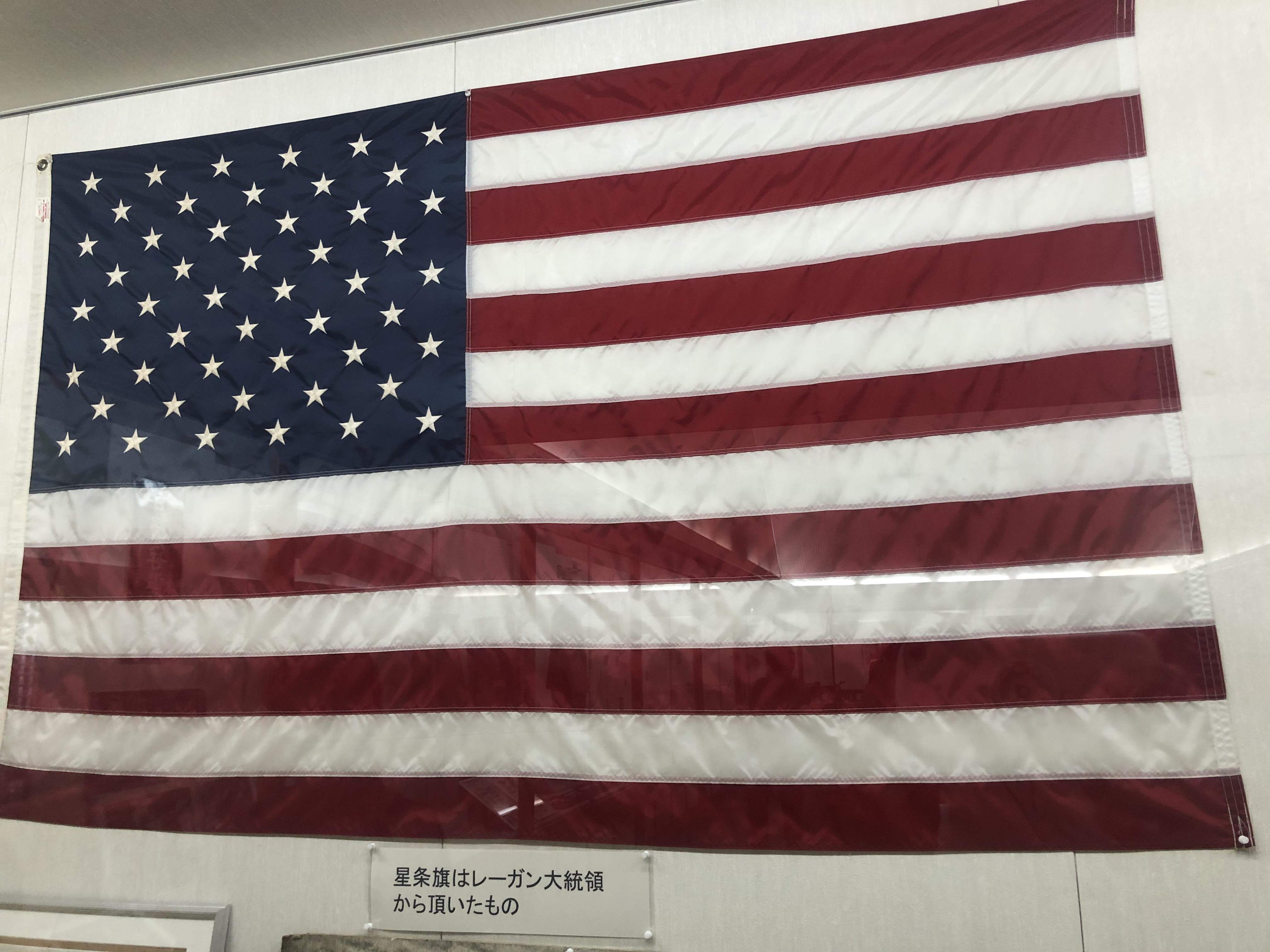
レーガン大統領から贈呈された合衆国旗
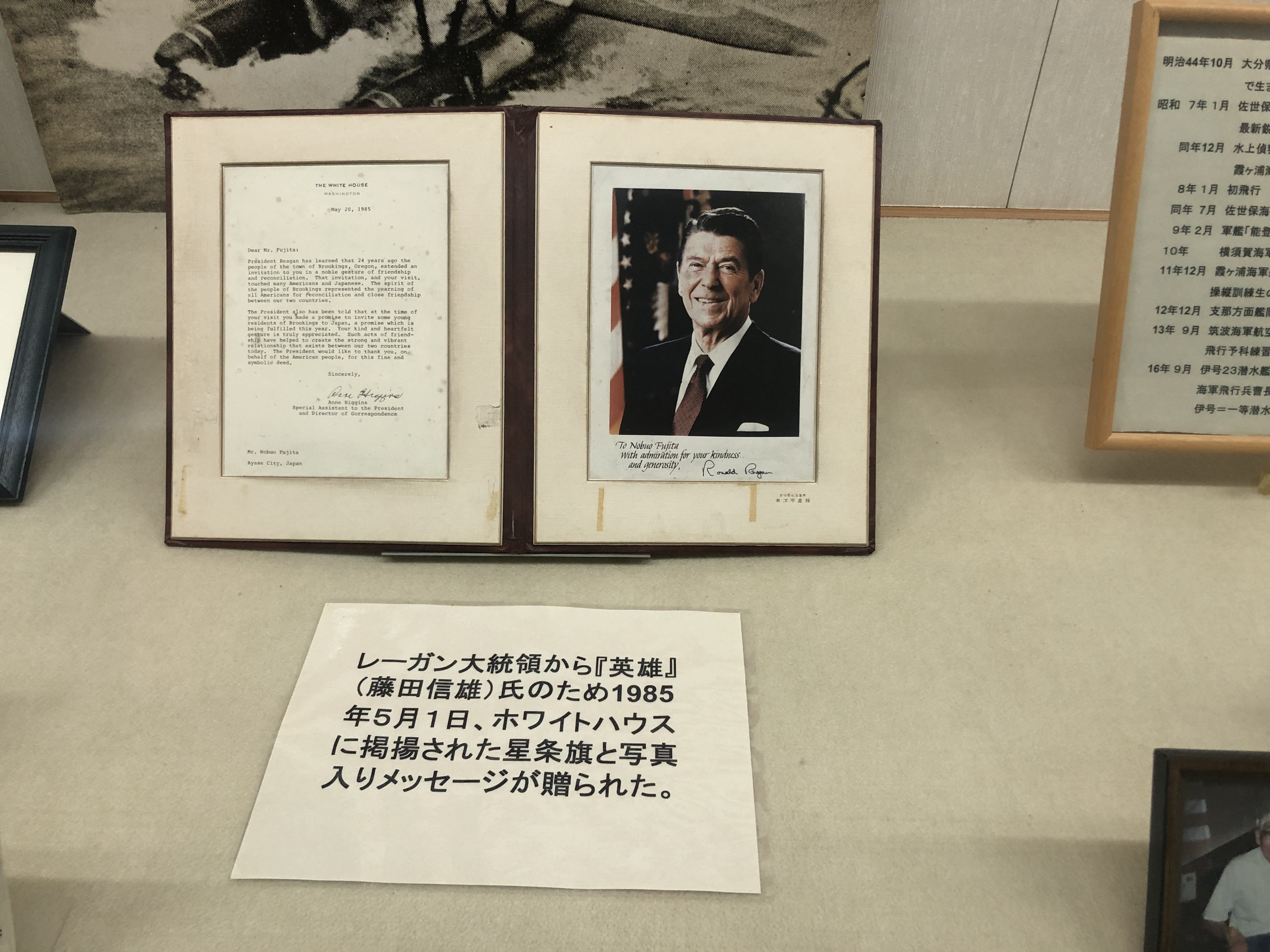
レーガン大統領より送られた手紙

## 関連書籍
- 倉田耕一『アメリカ本土を爆撃した男―大統領から星条旗を贈られた藤田信雄中尉の数奇なる運命』（2014年9月、毎日ワンズ）ISBN 978-4901622806